# Cortaderia columbiana
Cortaderia columbiana är en gräsart som först beskrevs av Pilg., och fick sitt nu gällande namn av Pilg.. Cortaderia columbiana ingår i släktet Cortaderia, och familjen gräs. Inga underarter finns listade i Catalogue of Life.